# Beinn Heasgarnich
Beinn Heasgarnich (gael. Beinn Theasairginneach) – szczyt we Wzgórzach Glen Lochay, w Grampianach Centralnych. Leży w Szkocji, w regionie Perth and Kinross. Jest to najwyższy szczyt Wzgórz Glen Lochay.